# Supertaça Cândido de Oliveira 2007
La Supertaça Cândido de Oliveira 2007 è stata la 30ª edizione di tale competizione, la 7ª a finale unica. È stata disputata l'11 agosto 2007 all'Estádio Dr. Magalhães Pessoa di Leira. La sfida ha visto contrapposte il Porto, vincitore della Primeira Liga 2006-2007, e lo Sporting Clube de Portugal, trionfatore nella Taça de Portugal 2006-2007.
Il trofeo, per la 6ª volta nella storia, è stato conquistato dallo Sporting.

## Le squadre
| Squadre          | Qualificazione                             | Partecipazioni precedenti (il grassetto indica la vittoria)                                                                             |
| ---------------- | ------------------------------------------ | --- |
| Porto            | Vincitore della Primeira Liga 2006-2007    | 22 (1979, 1981, 1983, 1984, 1985, 1986, 1988, 1990, 1991, 1992, 1993, 1994, 1995, 1996, 1997, 1998, 1999, 2000, 2001, 2003, 2004, 2006) |
| Sporting Lisbona | Vincitore della Taça de Portugal 2006-2007 | 7 (1944, 1980, 1982, 1987, 1995, 2000, 2002)                                                                                            |

## Tabellino
| Arbitro: | Paixão (Setúbal) |

|  |           |              |
|  | Marcatori | 75’ Izmajlov |

| Porto | Sporting CP |

### Formazioni
| Porto             |    |                        |     |     |
|                   |    |                        |     |     |
| P                 | 1  | Hélton                 |     |     |
| D                 | 12 | José Bosingwa          |     |     |
| D                 | 2  | Bruno Alves            |     |     |
| D                 | 3  | Pedro Emanuel ()       | 11’ |     |
| D                 | 13 | Jorge Fucile           |     |     |
| C                 | 6  | Paulo Assunção         | 2’  | 84’ |
| C                 | 16 | Raul Meireles          |     | 78’ |
| C                 | 5  | Marek Čech             |     | 75’ |
| A                 | 8  | Anderson               |     |     |
| A                 | 7  | Ricardo Quaresma       |     |     |
| A                 | 28 | Adriano                |     |     |
| Sostituti:        |    |                        |     |     |
| P                 | 33 | Nuno                   |     |     |
| D                 | 14 | João Paulo             |     |     |
| C                 | 11 | Mariano González       |     | 78’ |
| C                 | 17 | Tarik Sektioui         |     |     |
| C                 | 18 | Mario Bolatti          |     |     |
| C                 | 20 | Leandro Lima           |     | 84’ |
| C                 | 25 | Przemysław Kaźmierczak |     | 75’ |
| Allenatore:       |    |                        |     |     |
| Jesualdo Ferreira |    |                        |     |     |

| Sporting Lisbona |    |                    |     |     |
|                  |    |                    |     |     |
| P                | 34 | Vladimir Stojković |     |     |
| D                | 78 | Abel               | 16’ |     |
| D                | 13 | Tonel              |     |     |
| D                | 4  | Ânderson Polga     | 59’ |     |
| D                | 2  | Pedro Silva        |     | 10’ |
| C                | 24 | Miguel Veloso      |     |     |
| C                | 28 | João Moutinho ()   |     |     |
| C                | 7  | Marat Izmajlov     |     |     |
| C                | 30 | Leandro Romagnoli  |     | 86’ |
| A                | 11 | Derlei             |     | 87’ |
| A                | 31 | Liédson            | 90’ |     |
| Sostituti:       |    |                    |     |     |
| P                | 16 | Tiago Ferreira     |     |     |
| D                | 26 | Gladstone          |     | 86’ |
| C                | 6  | Adrien Silva       |     |     |
| C                | 8  | Ronny              |     | 10’ |
| C                | 10 | Simon Vukčević     |     |     |
| C                | 21 | Pontus Farnerud    |     |     |
| A                | 20 | Yannick Djaló      |     | 87’ |
| Allenatore:      |    |                    |     |     |
| Paulo Bento      |    |                    |     |     |